# Île de Cheung Chau
L'île de Cheung Chau (chinois: 長洲, pinyin: Chángzhōu, « île longue ») est une petite île située à une dizaine de kilomètres au sud-ouest de l'île de Hong Kong. Faisant partie administrativement du district des îles, elle compte en 2006 une population de 24 312 habitants.

## Géographie
Cheng Chau est formée de deux collines granitiques jointes par ce qui était sans doute un tombolo. Elle possède une surface totale de 2,45 km2, les habitations se situant principalement sur sa partie centrale. 

## Histoire
Au terme de la deuxième convention de Pékin de 1898, les Nouveaux Territoires comprenant 200 petites îles dont Cheung Chau ont été loués au Royaume-Uni pour 99 ans. À cette époque, Cheung Chau est principalement un village de pêcheurs, les résidents étant plus nombreux à vivre sur des jonques que sur terre. L'île a évolué ensuite lentement pour devenir un centre commercial spécialisé dans la vente de fournitures pour les populations de pêcheurs locaux, la réparation de bateaux et engins de pêche ainsi qu'un endroit pour faire des affaires entre les pêcheurs et les petits agriculteurs d'autres îles voisines comme l'île de Lantau.

## Économie
La partie centrale de l'île est bien développée avec des magasins et des maisons. Les ruelles sont si étroites que la circulation des voitures est impossible. Malgré tout, il y a des petits camions motorisés appelés officiellement "véhicules de village", pour les services de secours et d'incendie ainsi que la police. 
Traditionnellement, l'île était un village de pêcheurs et on trouve encore des flottes de pêche au port. Cependant, ces dernières années, l'île est devenue une attraction touristique majeure, offrant un mélange de plages de sable fin, de cafés au bord de mer, et de culture traditionnelle chinoise.

## Transport

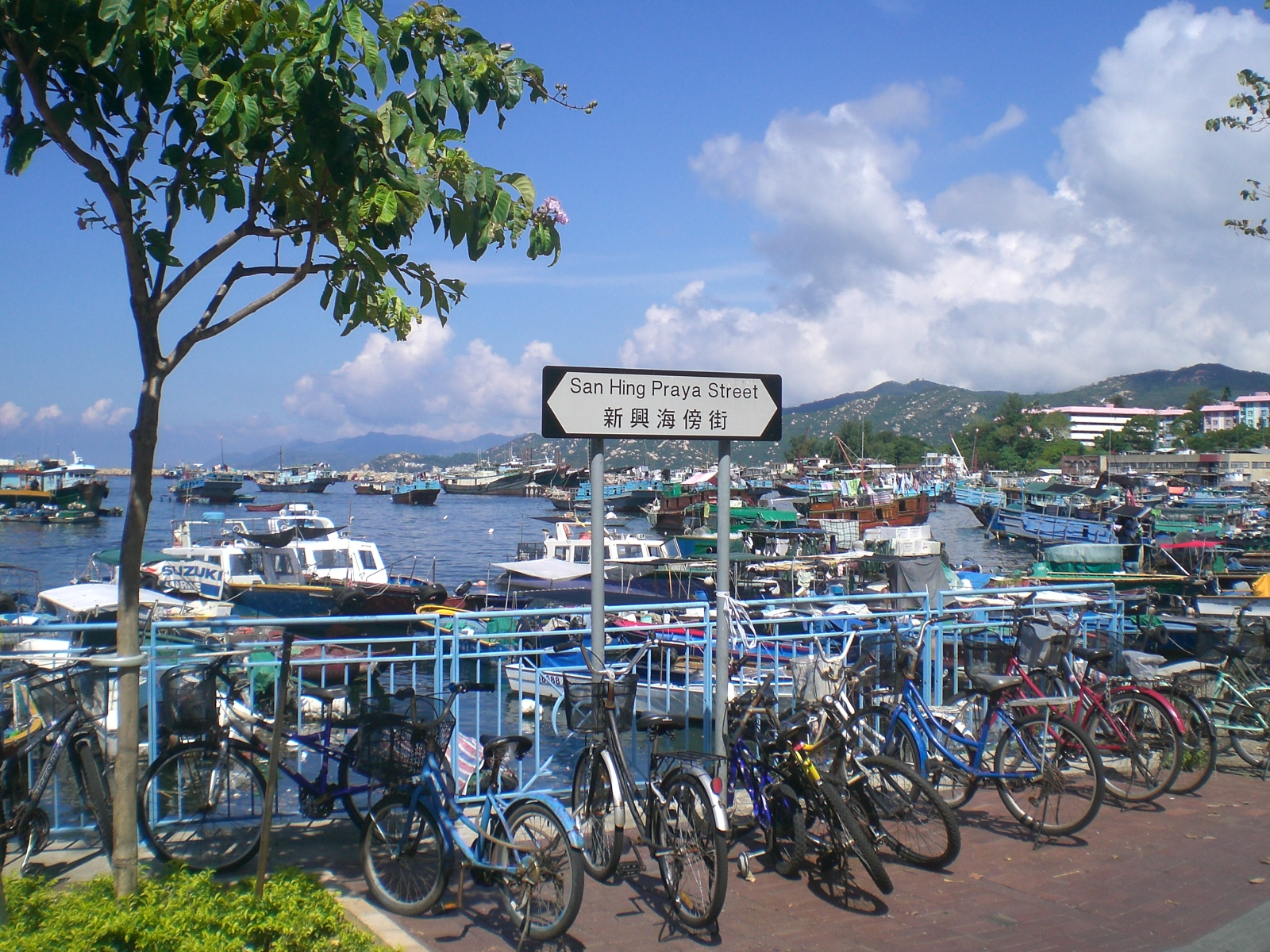
Transport à Cheung Chau

L'île est desservie depuis le centre de Hong-Kong par des ferries qui circulent environ toutes les 30 minutes, selon l'heure du jour. Les horaires le dimanche et les jours fériés diffèrent de la semaine. La traversée d'environ 20 km dure 55 minutes avec des ferries ordinaires ou 35 minutes pour les ferries à grande vitesse. En raison de l'inaccessibilité de l'île aux voitures et autres véhicules, la plupart des habitants utilisent des bicyclettes pour le transport personnel, et un certain nombre de locations de vélos à proximité des commerces sont disponibles pour les touristes.

## Culture
Festival des petits pains

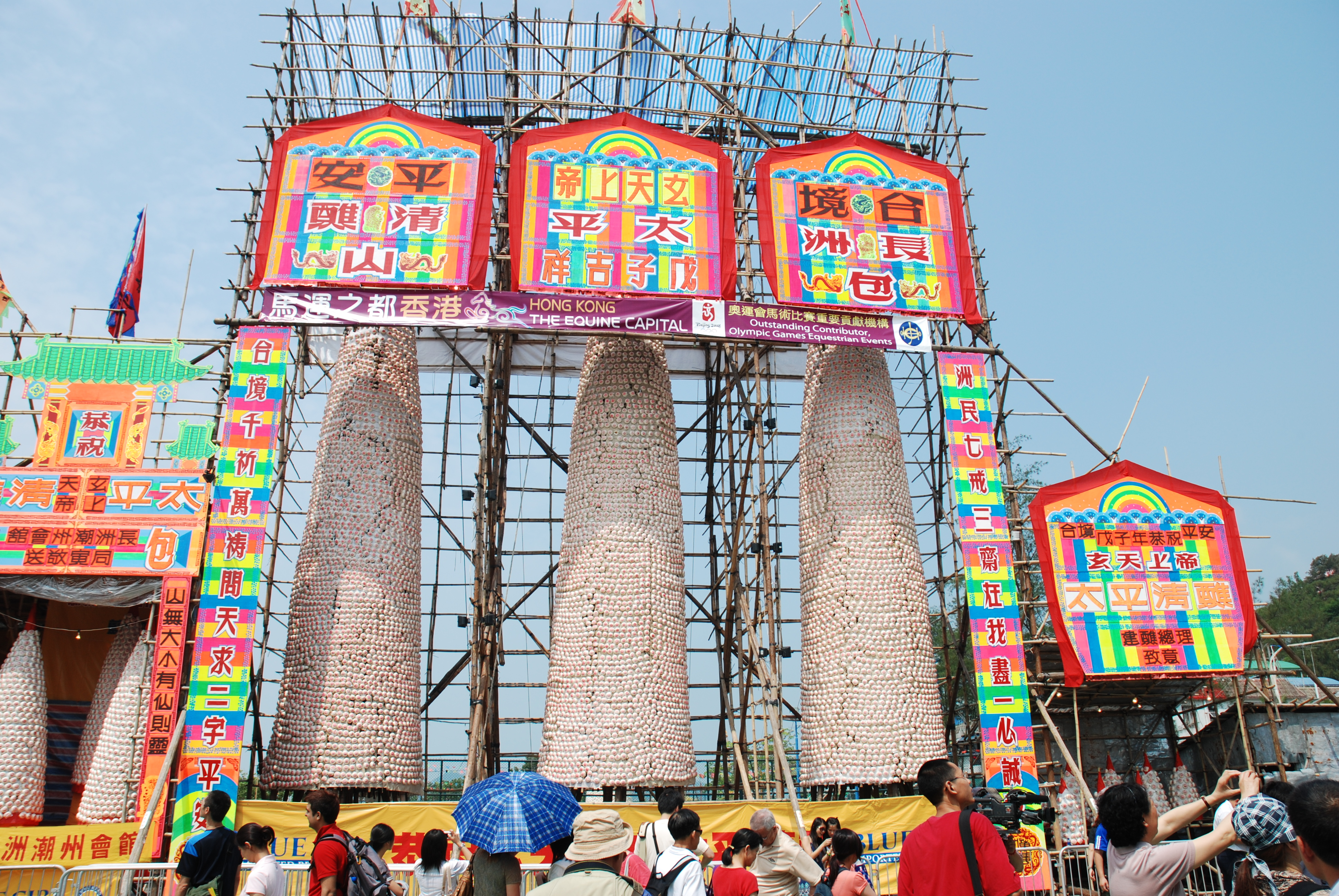
« Montagnes » de petits pains qui seront escaladées lors du festival

Tous les ans se déroule le festival des petits pains ou en:Cheung Chau Bun Festival.

## Personnalités
- Bonni Chan Lai-chu (陳麗珠),  actrice et metteuse en scène de théâtre hongkongaise.